# Kairada
Kairada és un poble situat al districte de Banda a Uttar Pradesh, Índia a uns 15 km de Banda i a 40 de Mahoba.
El llogaret és d'origen chandela i té uns 900 anys d'antiguitat. A la rodalia hi ha una cisterna construïda en una pedra especial. El 1858 quan l'exèrcit britànic va entrar al poble, una mare i quatre fills van enfrontar als soldats i van morir en la desigual lluita, a un lloc a 1,5 km del poble. En memòria es van aixecar quatre pilars de pedra (Four Stone Pillars).